# Paraliparis galapagosensis
Paraliparis galapagosensis is een straalvinnige vissensoort uit de familie van snotolven (Cyclopteridae). De wetenschappelijke naam van de soort is voor het eerst geldig gepubliceerd in 2002 door Stein & Chernova.